# Bendix Aviation
Bendix Aviation Corporation, un fabricante de piezas de aviones, se inició por el inventor 
Vincent Bendix en 1929 como una continuación de su compañía de piezas de automóviles. Su nombre se cambió a Bendix Corporation en 1960, y en 1983 fue adquirida por Allied Corporation (luego Allied Signal) y combinada con la compañía King Radio para formar Bendix/King. Ahora propiedad de Honeywell, Bendix/King sigue siendo una de las principales marcas de productos de aviónica.